# المجلس الأعلى لإدارة وتنسيق الشؤون الإنسانية والتعاون الدولي
المجلس الأعلى لإدارة وتنسيق الشؤون الإنسانية والتعاون الدولي: هي السلطة الإدارية العليا في اليمن المسؤول عن إدارة و تنسيق الشؤون الإنسانية والتعاون الدولي، وهي الجهة الرسمية التي تعمل بالتوازي مع منسقة الشؤون الإنسانية بالأمم المتحدة ويكون الشريك الوطني في كل مراحل العمل الإنساني.